# کامپوهرموسو
کامپوهرموسو (انگلیسی: Campohermoso) نام یک منطقه مسکونی در کلمبیا است.